# Linköping (đô thị)
Đô thị Linköping (Linköpings kommun) là một đô thị ở hạt Östergötland ở đông nam Thụy Điển. Thủ phủ là thành phố Linköping với 94.000 dân.
Đô thị này giáp Motala về phía tây, và theo chiều kim đồng hồ Finspång, Norrköping, Åtvidaberg, Kinda, Boxholm và Mjölby.
Đô thị hiện nay được thành lập năm 1971 thông qua cuộc hợp nhất thành phố Linköping với các đô thị nông nghiệp xung quanh.